# Чу-Илийски планини
Чу-Илийските планини (на казахски: Шу-Іле таулары; на руски: Чу-Илийские горы) е дълга планинска верига в Северен Тяншан, разположена на територията на Казахстан (Жамбилска и Алматинска област). Простира се от северозапад на югоизток на протежение около 220 km североизточно от Чуйската долина. На югоизток чрез прохода Новокастекски се свързва със северозападната част на хребета Заилийски Алатау, а на северозапад постепенно потъва в пясъците на пустинята Бетпакдала. Югоизточните му части са най-високи и тук се обособяват хребетите Жетижол с връх Суиктобе 3273 m, (43°02′42″ с. ш. 75°49′48″ и. д. / 43.045° с. ш. 75.83° и. д.) и Киндиктас (1519 m), а на северозапад надморската височина значително намалява. Изградени са от гранити, шисти, варовици и глинесто-гипсови наслаги. На североизток по склоновете му се стичат непостоянни реки (Курти, Жалпакши и др.) губещи се в пустинята Таукум и недостигащи до река Или, а на югозапад текат къси реки, десни притоци на Чу. Склоновете му са покрити с пустинно-степна растителност.

## Топографска карта
- К-43-А М 1:500000[2]
- К-43-Б М 1:500000[3]